# Yaşar Əliyev
Yaşar Əliyev (ur. 31 sierpnia 1989 roku) – azerski zapaśnik walczący w stylu wolnym. Zajął 25 miejsce na mistrzostwach świata w 2013. Brązowy medalista mistrzostw Europy w 2013. Piąty na igrzyskach europejskich w 2015. Trzynasty na Uniwersjadzie w 2013. Trzeci w Pucharze Świata w 2015 i szósty w 2010. Trzeci na MŚ juniorów w 2009 i Europy w 2008 roku.